# 六四天网
六四天网是黄琦创办的一家关注中国人权状况的网站，于1999年上线，总部位于中国四川成都，被视为中国大陆网络异见的先驱。由于网站刊登的内容涉及政治敏感和批评时局的信息，引发中国政府不满，因而黄琦曾多次被中国公安拘捕，带走询问。

## 简介
20世纪末，六四天网率先在网络上公开发布反映法轮功人士人权遭到侵犯的报道，率先在网上公开反映六四死难者的案例《11年来，孩子依旧半睁着双眼看着世界》等大量人权案件。
2000年，黄琦被中国政府以“为六四鸣冤、为民运呐喊、为法轮功叫屈，拟把天网办成中国第一个人权网站。”为由逮捕后，六四天网由海外天网义工维护。
2006年，黄琦出狱后重建六四天网。2006年4月，天网恢复运营，但遭到数十次攻击。8月18日，北京时间凌晨1点30分左右，网站突然无法浏览，10小时后接到通知“永久关闭服务器”。
目前，六四天网在境外的服务器独立运行，每天报道大量人权案件与新闻。同时，网站也独家发布中国天网人权事务中心在中国大陆介入的上千起维权案件。
2016年11月28日，黄琦在家中被警方带走，有访民对自由亚洲电台表示黄琦已被刑事拘留，并被羁押于绵阳看守所。
2019年7月29日，黃琦因「故意洩露國家秘密罪」和「為境外非法提供國家秘密罪」獲刑。這是近年來人權倡導者所獲最長刑期之一，鑒於黃琦長期健康不佳，非政府組織無國界記者組織表示，這12年刑期「相當於死刑」。